# Kon Ichikawa
Kon Ichikawa, em japonês 市川 崑, Ichikawa Kon, (Uji Yamada, 20 de novembro de 1915 – Tóquio, 13 de fevereiro de 2008) foi um diretor de cinema japonês.
Ao longo da carreira, Ichikawa dirigiu 88 filmes e escreveu outros 50. Ele foi vencedor do prêmio do júri no Festival de cinema de Cannes de 1960 pelo filme "Kagi". Outros destaques de sua filmografia são A Harpa da Birmânia e Olimpíadas de Tóquio.

## Biografia
Nascido em 1915 no oeste do Japão, Ichikawa fez estudos comerciais em Osaka, mas desde jovem era fascinado pelos shows de marionetes e desenhos animados e, a partir de 1933, passou a fazer parte do departamento de animação de J.O. Studios, em Quioto. Ele estreou em 1948 como diretor de cinema e, em 1956, dirigiu o épico antiguerra "A Harpa da Birmânia" (ou "Não Deixarei os Mortos"). Considerada sua obra-prima, o filme é baseado em um romance em que um soldado japonês desafortunado tenta convencer um grupo de colegas a se renderem após o final da Segunda Guerra Mundial.
Ele voltaria ao tema da guerra em "Fogos na Planície", de 1959, em que tentou se aproximar mais ainda dos horrores de um conflito, ao criar cenas de excessiva atrocidade, com necrofagia, mutilações e canibalismo.
No ano seguinte, ele dirigiu o erótico "Estranha Obsessão" e recebeu do prêmio do júri no Festival de cinema de Cannes pelo filme "Kagi".Em 1964, Ichikawa fez o documentário "Olimpíadas de Tóquio", um olhar sobre os bastidores dos Jogos Olímpicos de Verão de 1964, os primeiros a serem realizados na Ásia.
Em 1994, o governo japonês lhe concedeu um prêmio ao mérito cultural e, em 2001, o Festival de Cinema de Montreal homenageou-o com um prêmio pelo conjunto da obra. Em 2006, o Festival Internacional de Tóquio lhe entregou o "Prêmio Akira Kurosawa", também pelo conjunto de sua carreira cinematográfica.
Ichikawa fez seu último filme em 2006 - um remake de outro filme seu anterior, "The Inugami Family". Kon Ichikawa morreu aos 92 anos, vítima de pneumonia em um hospital de Tóquio.